# Forum Fairer Handel
Das Forum Fairer Handel e. V. ist ein Netzwerk von Organisationen des Fairen Handels in Deutschland. Es wurde im November 2002 in Köln gegründet. Die Geschäftsstelle des Vereins ist in Berlin. Das Forum Fairer Handel hat (Stand 2014) sieben Mitgliedsorganisationen, zwölf weitere Organisationen wirkten in Arbeitskreisen mit.
Die Ziele des Forum Fairer Handel sind:
- die Ausweitung des Fairen Handels,
- die Koordinierung der Aktivitäten der Mitgliedsorganisationen,
- eine effektivere Durchsetzung der Forderungen gegenüber Politik und Handel,
- die Abgrenzung zu unfairen Handelspraktiken.

Die Arbeit und Kooperation des Forum Fairer Handel und seiner Mitglieder gliedert sich in die Arbeitsgruppen „Grundsatz und Politik“, „Kampagnen- und Öffentlichkeitsarbeit“ und „Bildungsarbeit“.
Mitglieder des Forums sind der Weltladen-Dachverband, die Importorganisationen BanaFair, Weltpartner eG, El Puente, Globo und GEPA und der Ökolandbau-Verband Naturland.
In den Arbeitskreisen wirken die Servicestelle Kommunen in der Einen Welt, die kirchlichen Hilfswerke Brot für die Welt und Misereor, die kirchlichen Jugendverbände AEJ und BDKJ, das Kindermissionswerk „Die Sternsinger“, die Arbeitsgemeinschaft der Eine-Welt Landesnetzwerke (AGL), die Konferenz der Gruppenberater, der Transfair e. V., die Verbraucher Initiative e. V., INKOTA-netzwerk e. V. und der Fair Trade e. V. mit.
Als Teil der gemeinsamen Öffentlichkeitsarbeit organisiert das Forum seit 2001 jährlich die Faire Woche.